# 청소년보호법
청소년보호법은 대한민국의 법률로, 만 19세에 달하지 않은 자(이하 청소년) 혹은 연령 관계없이 정신적 장애 및 판단 능력의 결여 또는 상실이 입증된 자 즉, 청소년보호법 기준 미성년자에게 유해한 매체물과 약물 등이 유통되는 것과 청소년이 유해한 업소에 출입하는 것 등을 규제하고 청소년을 유해한 환경으로부터 보호·구제함으로써 청소년이 건전한 인격체로 성장할 수 있도록 함을 목적으로 한다.

## 제정 배경
청소년보호법 도입하기 이전에는 미성년자 보호법이 존재했었으나, 1990년대 당시 사회환경에 있는 청소년비행이 이미 위험수위를 넘었으며, 중고생들의 음주와 흡연이 만연하고, 청소년의 폭력과 성범죄가 끊이지 않으며, 본드를 흡입하다가 숨지는 사례까지 발생했다.
1996년 11월 문민정부때 법안을 만들었고 국회에 상정키로 했다. 1997년 3월 7일 법률 제5297호 공포되었다. 1999년 2월 5일 청소년 보호법의 개정으로 구 미성년자 보호법는 법률 제5817호로 폐지되었다.